# Jacqui Cooper
Jacqueline Cooper, detta Jacqui (Melbourne, 6 gennaio 1973), è un'ex sciatrice freestyle australiana, specialista dei salti.

## Biografia
Jacqui Cooper ha disputato i suoi primi campionati mondiali a Lake Placid nel febbraio 1991 e in seguito ha iniziato a gareggiare in Coppa del Mondo il 1º marzo 1992 a Inawashiro, in Giappone. Ha partecipato alle Olimpiadi di Lillehammer 1994 giungendo sedicesima nei salti.
Nel gennaio 1998 ha ottenuto la prima vittoria in Coppa del Mondo e il mese successivo ha preso parte alle Olimpiadi di Nagano 1998 classificandosi 23ª. La stagione successiva, ricca di successi, l'ha vista imporsi nel panorama internazionale con il titolo mondiale dei salti conquistato ai campionati di Hasliberg 1999, a cui si sono aggiunte la Coppa del Mondo 1999 e la Coppa di specialità. Per tre anni consecutivi si aggiudica sia la Coppa del Mondo sia la Coppa di specialità.
Alla sua terza partecipazione ai Giochi olimpici, in occasione di Torino 2006, accede alla finale dei salti con il miglior punteggio ma alla fine conclude solamente in ottava posizione. L'anno dopo vince la medaglia di bronzo ai campionati mondiali di Madonna di Campiglio 2007 e la sua quarta Coppa del Mondo di specialità. Ottiene un altro terzo posto ai Mondiali di Inawashiro 2009 e termina le Olimpiadi di Vancouver 2010 in quinta posizione, poi lo stesso anno si ritira dall'attività agonistica.

## Palmarès

### Mondiali
- 3 medaglie:
  - 1 oro (salti a Hasliberg 1999);
  - 2 bronzi (salti a Madonna di Campiglio 2007 e Inawashiro 2009).

### Coppa del Mondo
- Vincitrice della Coppa del Mondo di freestyle nel 1999, nel 2000 e nel 2001.
- Vincitrice della Coppa del Mondo di salti nel 1999, nel 2000, nel 2001, nel 2007 e nel 2008.
- 39 podi:
  - 24 vittorie;
  - 12 secondi posti;
  - 3 terzi posti.

#### Coppa del Mondo - vittorie
| Data              | Luogo                | Paese       | Disciplina |
| ----------------- | -------------------- | ----------- | ---------- |
| 31 gennaio 1998   | Breckenridge         | Stati Uniti | AE         |
| 1º marzo 1998     | Châtel               | Francia     | AE         |
| 7 marzo 1998      | Hasliberg            | Svizzera    | AE         |
| 10 gennaio 1999   | Mont Tremblant       | Canada      | AE         |
| 17 gennaio 1999   | Steamboat Springs    | Stati Uniti | AE         |
| 9 febbraio 1999   | Altenmarkt im Pongau | Austria     | AE         |
| 11 settembre 1999 | Mount Buller         | Australia   | AE         |
| 12 settembre 1999 | Mount Buller         | Australia   | AE         |
| 9 gennaio 2000    | Deer Valley          | Stati Uniti | AE         |
| 26 febbraio 2000  | Piancavallo          | Italia      | AE         |
| 12 agosto 2000    | Mount Buller         | Australia   | AE         |
| 13 agosto 2000    | Mount Buller         | Australia   | AE         |
| 27 gennaio 2001   | Sunday River         | Stati Uniti | AE         |
| 8 settembre 2001  | Mount Buller         | Australia   | AE         |
| 12 gennaio 2002   | Mont Tremblant       | Canada      | AE         |
| 3 marzo 2006      | Davos                | Svizzera    | AE         |
| 7 gennaio 2007    | Mont Gabriel         | Canada      | AE         |
| 11 gennaio 2007   | Deer Valley          | Stati Uniti | AE         |
| 25 febbraio 2007  | Apex                 | Canada      | AE         |
| 21 dicembre 2007  | Lianhua Mountain     | Cina        | AE         |
| 22 dicembre 2007  | Lianhua Mountain     | Cina        | AE         |
| 19 gennaio 2008   | Lake Placid          | Stati Uniti | AE         |
| 10 febbraio 2008  | Cypress Mountain     | Canada      | AE         |
| 17 febbraio 2008  | Inawashiro           | Giappone    | AE         |

Legenda:

AE = salti